# Bruno Brandellero
Bruno Brandellero, nome di battaglia "Ciccio" (Valli del Pasubio, 19 gennaio 1922 – Marano Vicentino, 26 giugno 1944), è stato un operaio, militare e partigiano italiano, medaglia d'oro al valor militare.

## Biografia
Operaio meccanico, nel 1942 era stato chiamato alle armi ed era stato impiegato come militare della sanità. 
Al momento dell'Armistizio di Cassibile lasciò l'ospedale di Monselice dove operava ed entrò nelle file di una formazione partigiana che avrebbe poi assunto il nome di "Martiri di Val Leogra".
Brandellero (nome di battaglia "Ciccio") si distinse in numerose azioni, tra cui quella del 3 giugno 1944, durante la quale il giovane partigiano riuscì a catturare un ammiraglio tedesco, che viaggiava con la sua scorta a bordo di un automezzo. Due settimane dopo, a metà giugno 1944, quando i tedeschi, appoggiati da formazioni ucraine, organizzarono un duro rastrellamento nella zona, Brandellero balzò "sparando contro il nemico, attirando su di sé l'attenzione e consentendo ai superstiti di disimpegnarsi". Venne catturato e torturato; per non mettere in pericolo di rappresaglia la popolazione, dichiarò di avere obbligato con la forza i civili a dare riparo ai partigiani suoi commilitoni. Venne fucilato, pressoché morente, il 26 giugno 1944.

## Onorificenze

### Riconoscimenti
Valli del Pasubio, Schio, Torrebelvicino, Malo, Roma gli hanno dedicato una via.